# Guillermo Hinestroza
Guillermo Hinestroza Isaza (Rionegro, Antioquia, 20 de febrero de 1922 - Medellín, 29 de diciembre de 2011) fue un empresario, periodista, deportista y presentador de radio y televisión colombiano. Es común que su apellido se utilizara indistintamente con la ortografía de Hinestroza e Hinestroza. 

## Biografía
Gestor de iniciativas, tales como el programa de televisión El Club del Clan, en los años 1960, (formato copiado de la televisión argentina), del surgieron figuras importantes del espectáculo en Colombia, tales como Billy Pontoni, Claudia de Colombia y Rodolfo Aicardi; la fundación del club Atlético Nacional de Medellín; la fundación de la Acord, en Antioquia; y la consolidación de las categorías menores del fútbol antioqueño.
Hinestroza fue además deportista profesional. Prestó sus servicios como arquero a los clubes Deportivo Cali, Millonarios, Independiente Santa Fe, Junior, América e Independiente Medellín.Se desempeñó como periodista para diarios como El Correo y El Tiempo, y fue autor de los libros Los años dorados, El día que llegó la maldad y El regreso del infierno.
Hinestroza se desempeñaba además como pintor aficionado. A pesar de su legendario éxito como empresario sus últimos años los vivió en circunstancias difíciles, rodeado tan solo por sus gatos, y aquejado por problemas de memoria. Murió en el hogar geriátrico Caritas, de Medellín, el 28 de diciembre de 2011, triste por la ingratitud de muchos de sus discípulos.